# Joaquín de Cayzedo
Felipe Joaquín de Cayzedo y Cuero (Santiago de Cali, 2 de agosto de 1773-San Juan de Pasto, 26 de enero de 1813) fue un militar y político neogranadino.
Siendo alférez real y teniente gobernador, lideró la Junta extraordinaria de Santiago de Cali, la segunda Junta de gobierno creada en la Virreinato de Nueva Granada, actual Colombia. La plaza principal de Santiago de Cali, ubicada en el centro de la ciudad, fue rebautizada en su honor y allí se ergió una escultura de bronce en su imagen.

## Primeros años
Joaquín de Cayzedo y Cuero nació en Santiago de Cali en 1773 y fue hijo de Manuel de Cayzedo Tenorio y María Francisca Cuero Cayzedo.
Estudió en las ciudades Popayán y Bogotá, y obtuvo el grado de doctor en Jurisprudencia en la Universidad del Rosario. En 1808 muere su padre Manuel de Cayzedo Tenorio, y Joaquín lo sucede con el título de alférez real de Santiago de Cali. Precisamente Joaquín de Cayzedo y Cuero fue el antepenúltimo alférez real que tuvo la actual capital del Valle del Cauca, siendo el último en ocupar dicho cargo el distinguido Don Manuel Antonio de Buenaventura y Martínez de Ibargüen cuya esposa Doña Petronila de Herrera y Vergara, además de ser hermana del prócer Ignacio de Herrera y Vergara tenía un muy alto grado de parentesco (primos) con Joaquín de Cayzedo y Cuero.

## Junta extraordinaria y Ciudades Confederadas
En 1810, cuando era Alférez Real de su ciudad, creó la Junta extraordinaria de Santiago de Cali, buscando autonomía para la ciudad, más no la independencia del gobierno español, debido a sus diferencias con el gobernador de Popayán, Miguel Tacón y Rosique quien había solicitado al cabildo de Cali el reconocimiento de las Cortes de Cádiz y de la Junta de Regencia. Se ha considerado la declaración de esta junta el 3 de julio de 1810 en la Hacienda Cañasgordas, como un grito de independencia previo al 20 de julio, pero en realidad los objetivos de dicha junta no eran la independencia de la corona española; por el contrario reafirmaban su condición de súbditos, pero pedían igualdad de derechos frente a los habitantes de la península.
Por las confrontaciones con el gobernador de Popayán, El 1 de febrero de 1811, se reunieron delegados de los cabildos de Anserma, Cartago, Toro, Buga y Caloto, con los de Cali por iniciativa de ésta, y decidieron formar la Junta de Ciudades Amigas o Confederadas del Valle del Cauca para enfrentar una inminente 'guerra civil' que se avecinaba contra Popayán. Este hecho significó una escisión definitiva de la gobernación de Popayán, tomando conciencia de una unidad de región.

"Viendo el peligro que amenaza a las ciudades amigas y confederadas, las diferentes disposiciones hostiles que toma el señor gobernador de Popayán (...) que no conociendo las justas miras de estos pueblos y la necesidad de su independencia, la de librarse del yugo francés y conservarle estos dominios a nuestro legítimo soberano (...) acordaron de común consentimiento y de su libre y espontánea voluntad, formalizar un consejo con el título de Junta Provisional de Gobierno de las Ciudades Amigas del Valle del Cauca".

Últimos años

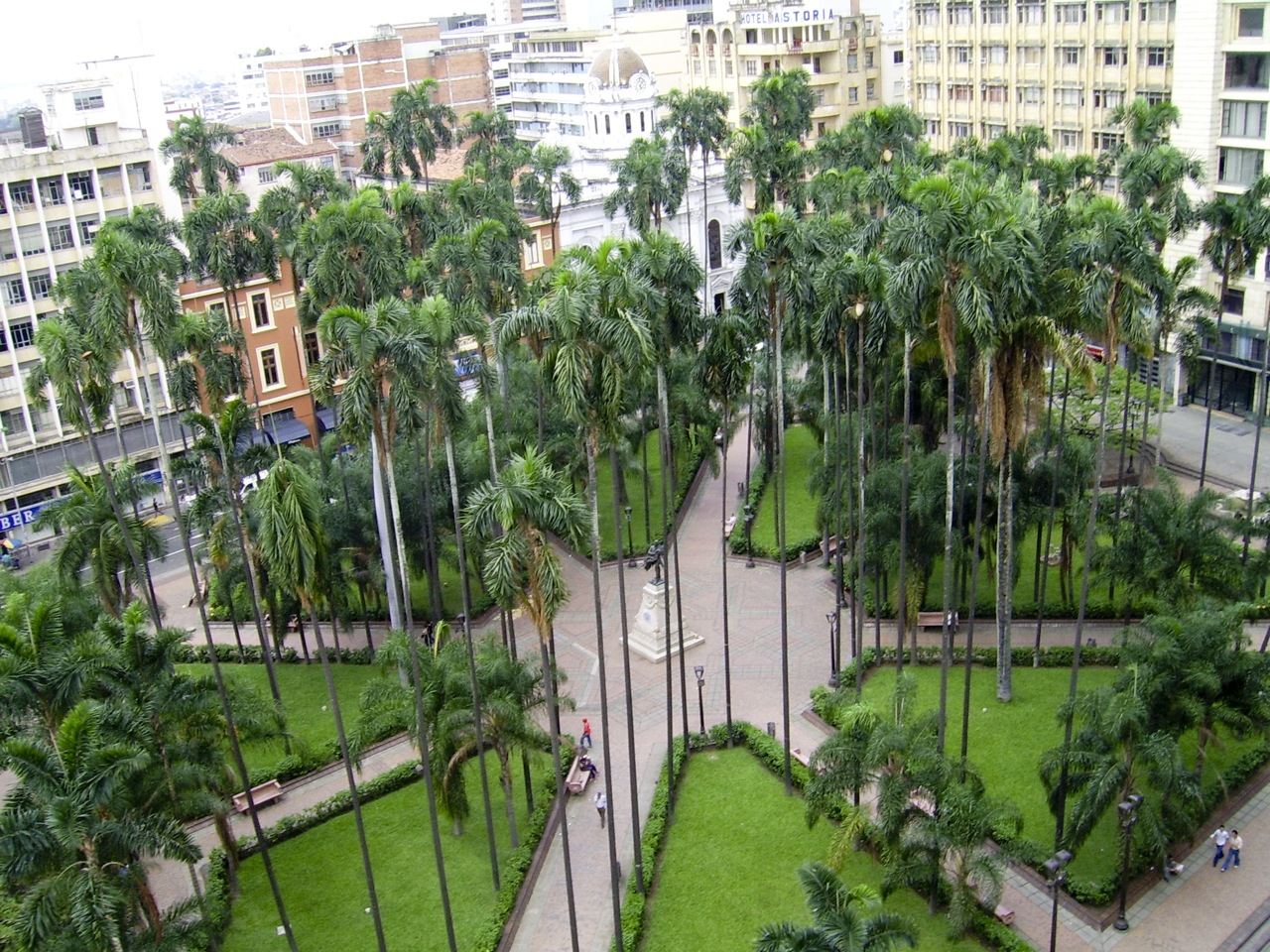
Plaza de Cayzedo.

Cayzedo obtendría el triunfo con Antonio Baraya en la batalla del Bajo Palacé, el 28 de marzo de 1811 que hizo que Tacón se retirara a Pasto y que la Junta de Cali se trasladara a Popayán presidida por Joaquín de Cayzedo y José María Cabal. Posteriormente emprendió campaña sobre Pasto, ocupando esta ciudad. De allí pasó a Quito a reclamar inútilmente diez mil pesos que Tacón sacó de Pasto. A causa de una insurrección fue apresado por los realistas y liberado por el norteamericano Alejandro Macaulay, quien se dirigió con tropas a la ciudad de Popayán. Cayzedo se preparaba a regresar al norte con el ejército republicano, cuando lo sorprendieron los pastusos, lo mismo que a Macaulay y a otros jefes, en Catambuco, el 13 de agosto de 1812. Estuvo preso en Pasto, y allí lo fusilaron los contrarrevolucionarios, el 26 de enero de 1813, junto con Macaulay y diez individuos de tropa.